# Torri di Treviso
Le torri di Treviso risalgono, nel loro impianto generale, al medioevo.

## Storia e descrizione
Fin dal XII secolo la città Treviso poteva vantare diverse torri, adibite ad abitazioni, usate come carceri (in particolare quella dei da Romano), ma la maggior parte erano state erette per motivi strategici.
Nei secoli il loro numero si ridusse: in parte furono abbattute perché con l'affermarsi del potere della Repubblica di Venezia la lotta tra le famiglie gentilizie cittadine si sopì, in parte crollarono a causa dei terremoti (si possono citare quelli del 1117, 1222 e 1551).
Le torri tutt'oggi conservatesi sono:	
- la torre civica, con 48 metri di altezza è la più alta, non risulta orientata come la facciata dell'attiguo Palazzo della Prefettura: in verità è quest'ultimo a non essere orientato secondo l'impianto della torre, ben più antica anche se più volte rimaneggiata nella seconda metà del XIX secolo e all'inizio del secolo successivo[1][2][3]. La torre civica, assieme al Palazzo della Prefettura e a Palazzo dei Trecento, è considerata il simbolo di Treviso;
- la Torre dei Canonici, o del "conte Giovanni" (forse di Collalto), benefattore la cui identità rimane avvolta nella leggenda, che donò l'area dell'antico teatro romano nella quale sorsero le Canoniche Nuove dalle quali la torre è inglobata. La struttura in laterizio risale al XIII secolo ma subì numerosi rimaneggiamenti: in particolare quelli voluti nel 1505 dal canonico Pietro Loredan e dal bibliotecario della Capitolare, Rambaldo degli Azzoni Avogadro, nel 1791.Gravemente danneggiata durante il bombardamento anglo-americano fu ricostruita nel dopoguerra, su progetto di Mario Botter[4], che cercò di riportare l'edificio all'aspetto romanico originario[5][6];
- la Torre degli Oliva, in via Paris Bordone; la parte inferiore è stata completamente rifatta, mentre la superiore, pur avendo subito delle modifiche, lascia intravedere ancora la struttura originaria del XIII secolo;
- la Torre del Visdomino o "Torre Cornarotta" perché di proprietà dell'omonima famiglia, fu acquistata nel XVI secolo dai Burchiellati (qui risiedette anche Bartolomeo Burchiellati). Lo scultore Arturo Martini ebbe qui il proprio studio tra il 1909 e il 1915.

### Torri scomparse
Tra le molte torri non più esistenti si può ricordare la torre "Rossignona", già ubicata nell'attuale Piazza della Torre, a circa 80 metri a nord ovest rispetto alla torre civica, abbattuta durante la dominazione napoleonica dopo l'ottobre 1796.

## Galleria d'immagini

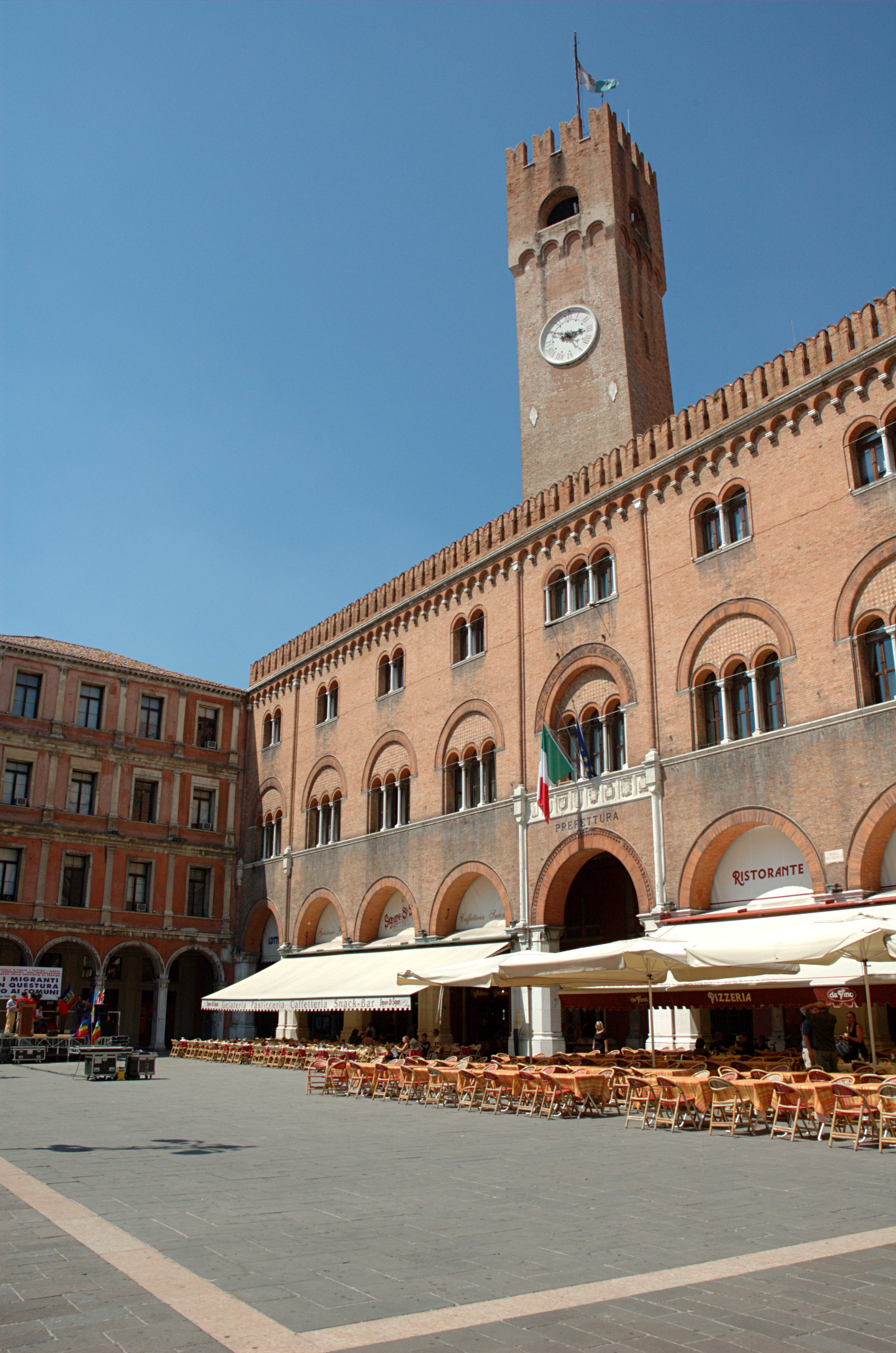
Torre civica
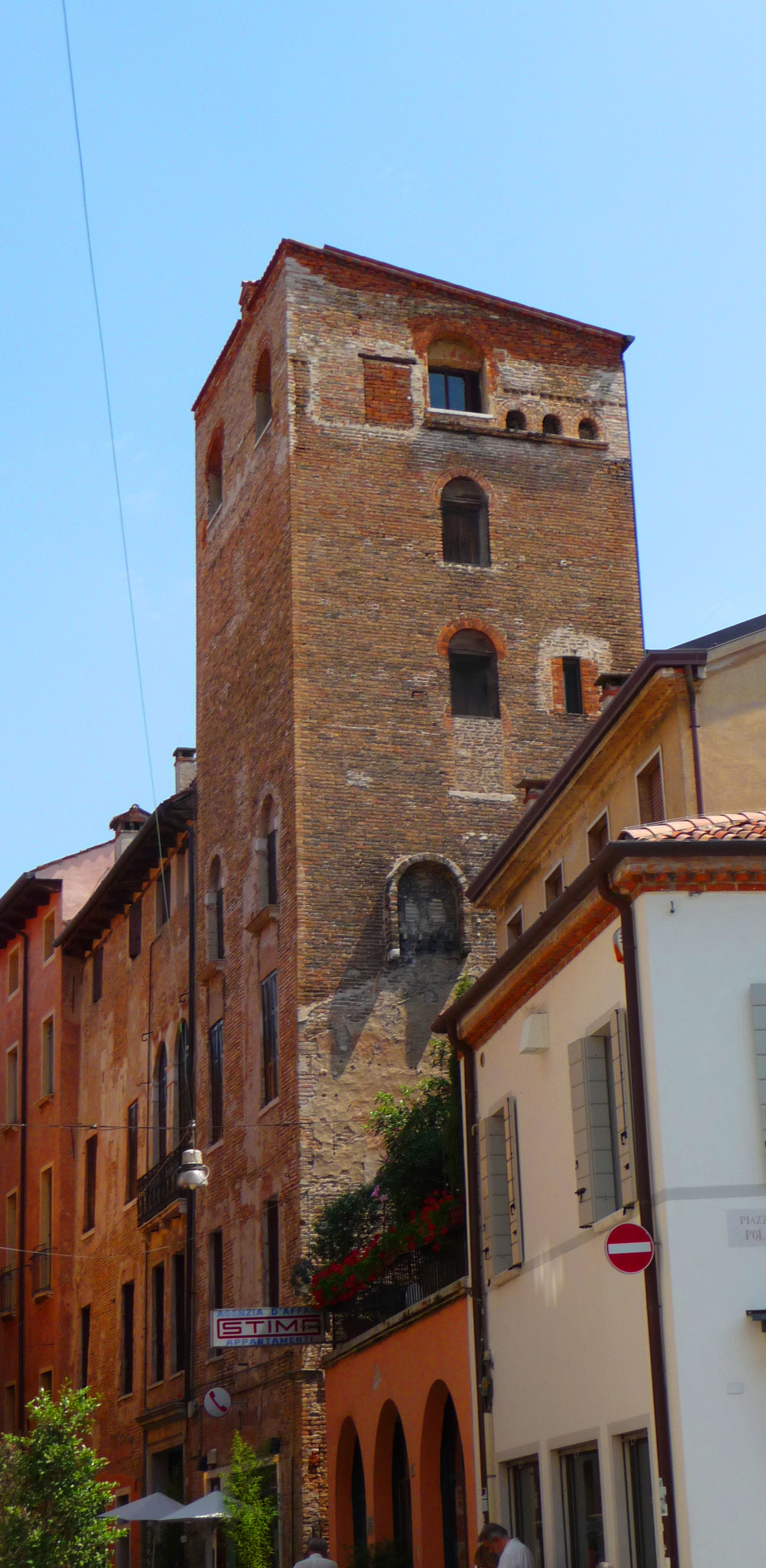
Torre degli Oliva
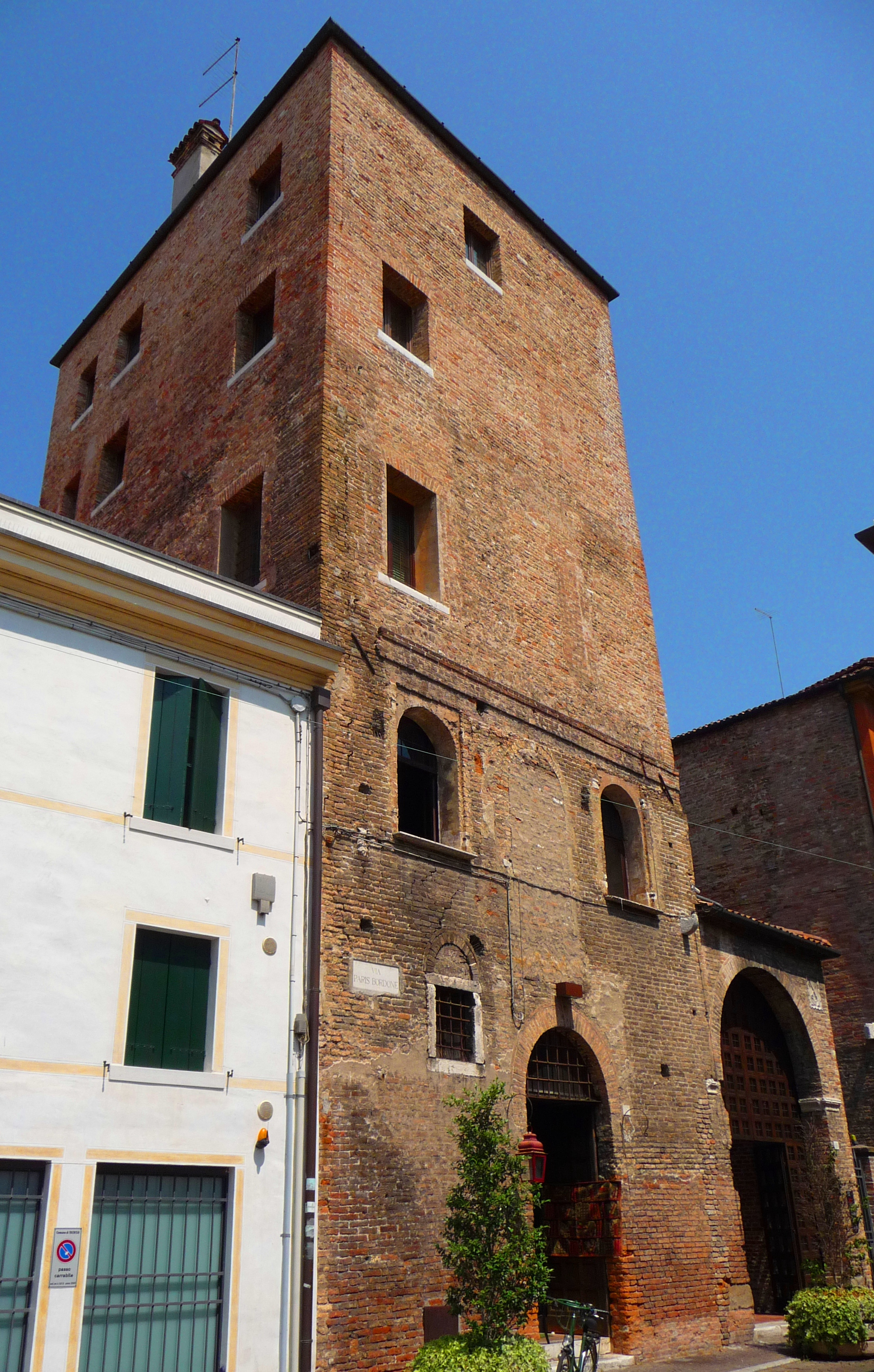
Torre dei Canonici
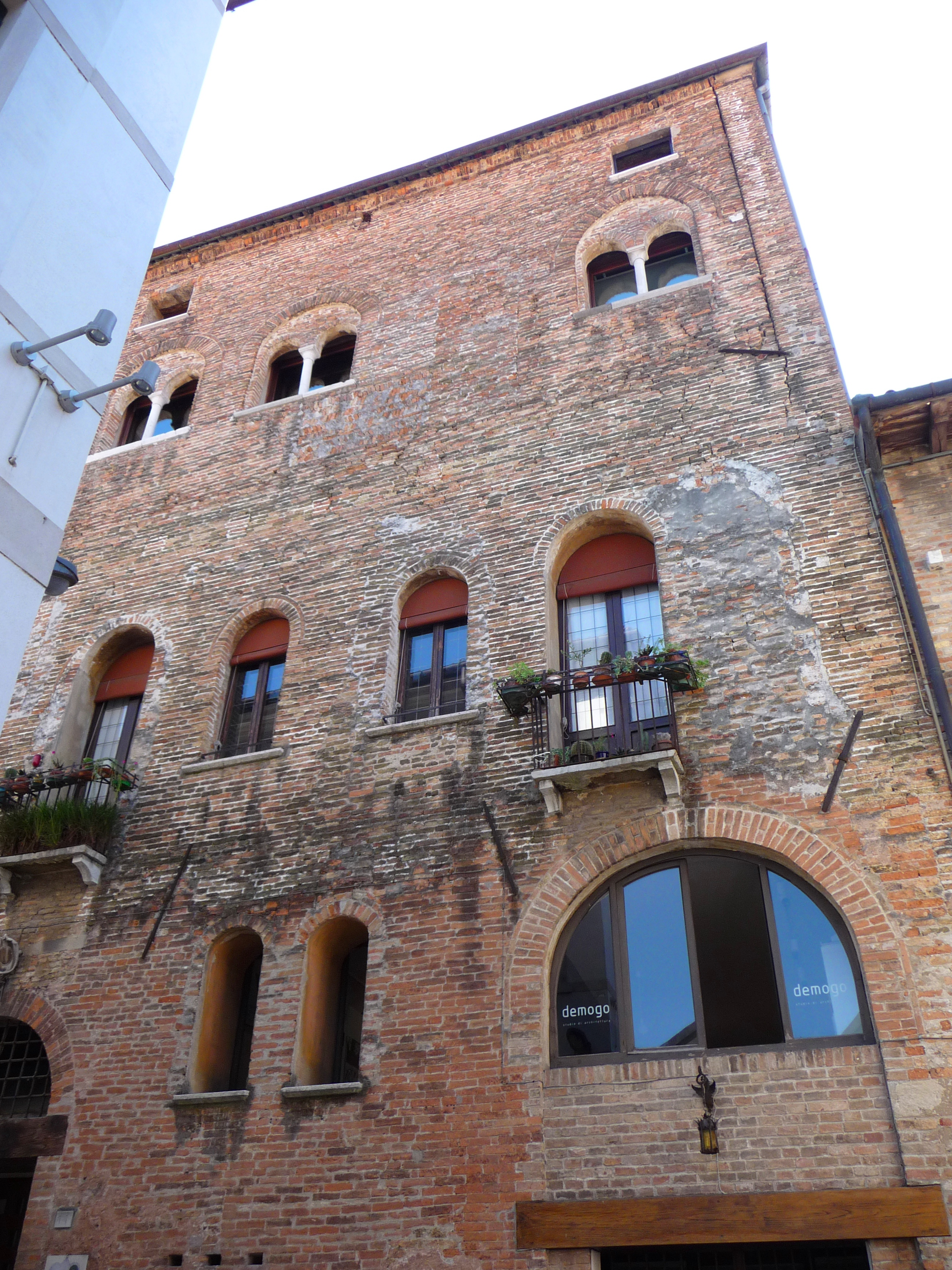
Torre del Visdomino